# كعكة الغابة السوداء

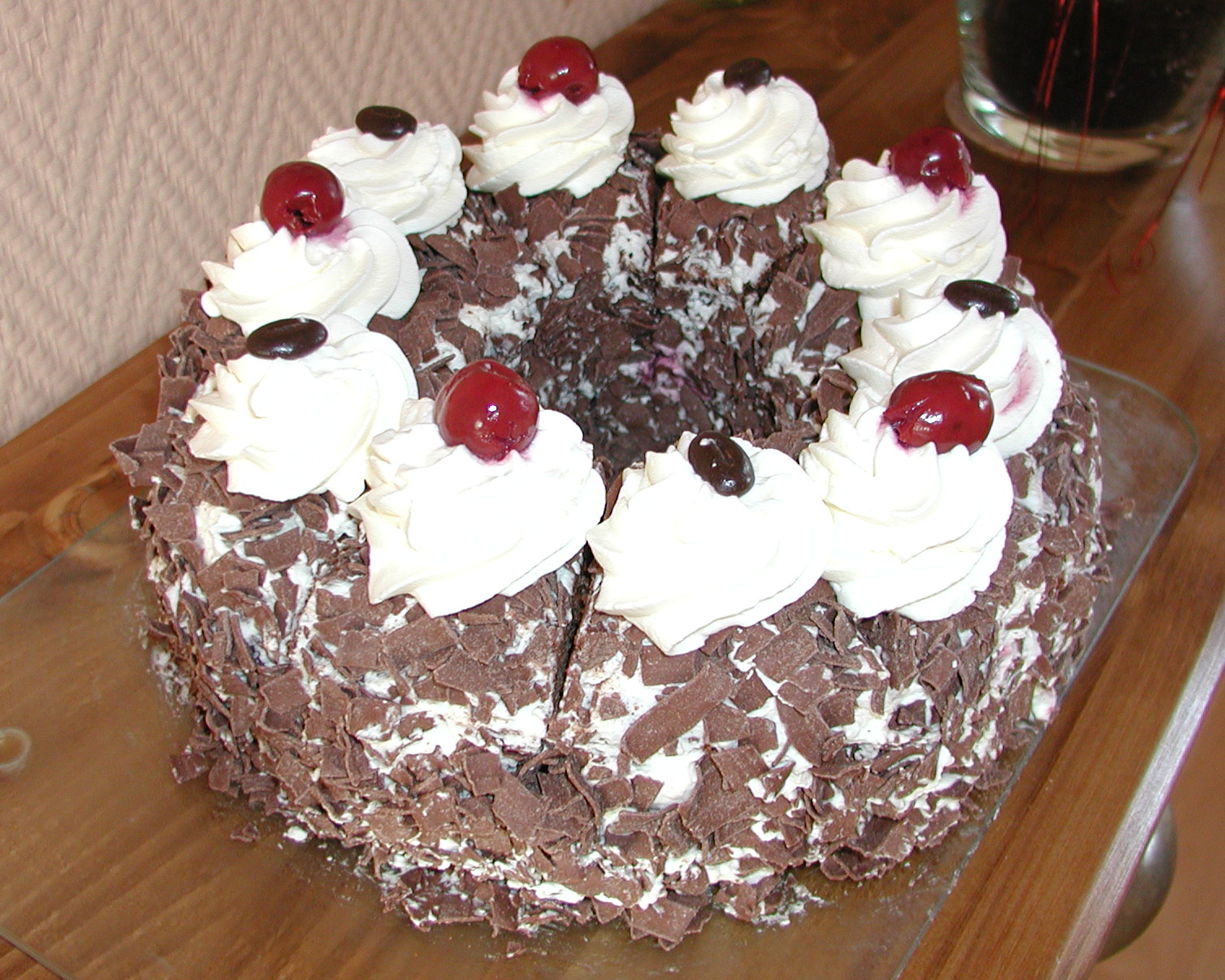
كعكة الغابة السوداء.

كعكة الغابة السوداء (بالألمانية: Schwarzwälder Kirschtorte) وتعني كعكة الكرز من الغابة السوداء. تتألف كعكة الغابة السوداء في الأصل من عدة طبقات من كعكة الشكلاط مع قشدة مخفوقة وكرز بين كل طبقتين. تزين الكعكة بقشدة مخفوقة إضافية مع كرز وشكلاط مبروشة.
في بعض التقاليد الأوروبية يتم استخدام الكرز الحامض بين الطبقات وفي تزيين سطح الكعكة. جرت العادة أن يتم إضافة ماء الكرز Kirschwasser (نوع من المشروبات الكحولية الشفافة المصنوعة من الكرز) أو أنواع أخرى من المشروبات مثل الروم (في الوصفات النمساوية). تعد كعكة الغابة السوداء في الولايات المتحدة الأمريكية غالباً بدون كحول. وفي ألمانياً لا يسمح قانوناً أن تسمَّى كعكة Schwarzwälder Kirschtorte إلا إذا أُضيف مشروب Kirschwasser لها.

## تاريخ الوصفة
لم تسمَ هذه الكعكة نسبة لجبل الغابة السوداء الواقع في جنوب ألمانيا، وانما نسبة للمشروب الكحولي الذي تشتهر به تلك المنطقة والمسمى  Schwarzwälder Kirsch والمستخلص من الكرز الحامض. يتميز هذا المشروب بنكهة بذرة الكرز وبمكوناته الكحولية ويضفي على الكعكة نكهتها المميزة.
في البداية كان يتم تقديم نوع من الحلوى المصنوعة من الكرز المطبوخ، الكريما والمشروب. فيما بعد تم ابتكار الكعكة المكونة من الكرز، البسكويت والكريما (بدون مشروب) في جنوب ألمانيا على الأغلب.
حالياً، تشتهر مقاطعة تسوغ السويسرية canton of Zug بكعكة زوغار كيرشتورته Zuger Kirschtorte، وهي كعكة مصنوعة من البسكويت لا تحتوي على مشروب الكيرشفوسر. توجد وصفة أخرى من مقاطعة بازل أيضاً لهذه الكعكة.
يدّعي صانع الحلويات جوزيف كيلر (1887-1981) بأنه في عام 1915 ابتكر وصفة شفوزفالدر تورته المتعارف عليها حالياً، في مقهى آغنر بمقاطعة باد غودسبرغ Bad Godesberg، التي أصبحت حالياً ضاحية تابعة لمدينة بون والواقعة 500 كم شمال الغابة السوداء. في جميع الأحوال، لم يتم اثبات هذا الادعاء أبداً.

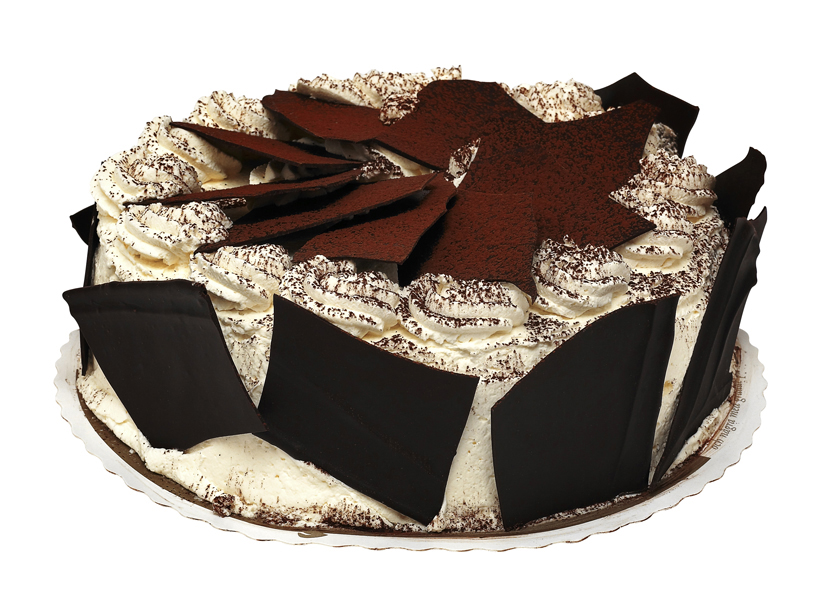
كعكة الغابة السوداء السويدية.

تم ذكر كعكة الغابة السوداء للمرة الأولى كتابة، في عام 1934. في ذلك الحين كانت هذه الكعكة منتشرة في برلين ومرتبطة بها، لكن فيما بعد أصبحت متوفرة في متاجر الحلويات الفاخرة في المدن الألمانية، النمساوية والسويسرية الأخرى. في عام 1949 حصلت كعكة الغابة السوداء على المرتبة الـ13 في قائمة أشهر الكعكات الألمانية، ومنذ ذلك الحين أصبحت مشهورة على الصعيد العالمي.

## كعكة الغابة السوداء السويدية
توجد كعكة مشهورة في السويد اسمها شفوزفالدتارتا Schwarzwaldtårta، وهي مرتبطة بكعكة الغابة السوداء التقليدية بالاسم فقط. تتكون هذه الكعكة من عدة طبقات من المارنغ تفصل فيما بينها القشدة المخفوقة، ومن ثم تغطى الكعكة بالكامل بالكريما وتزين بالشكلاط.